# Placca delle Ande del Nord

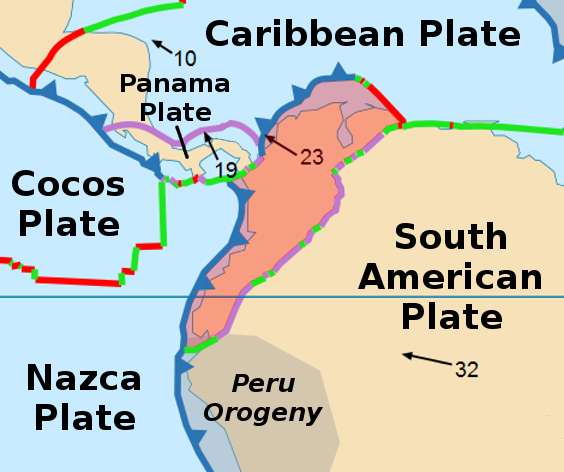
Localizzazione della placca delle Ande del Nord.

La placca delle Ande del Nord è una piccola placca tettonica situata nella parte settentrionale delle Ande. Ha una superficie di 0,02394 steradianti e si estende tra le Ande del Venezuela, Colombia e Ecuador.
È in contatto con la placca di Nazca, la placca sudamericana, la placca di Panama e la placca caraibica. I suoi confini sono formati dalla fossa del Cile e del Perù, situata sulla costa del Pacifico dell'America del Sud. 

## Caratteristiche
È schiacciata tra la placca sudamericana e la placca di Nazca, che hanno una velocità di movimento maggiore. A causa della subduzione della placca di Nazca, l'area è soggetta ad attività sismica e vulcanica. Lo spostamento della placca delle Ande del Nord avviene con una velocità di rotazione di 0,7009° per milione di anni secondo un polo euleriano situato a 58°66' di latitudine nord e 89°00' di longitudine ovest. Lo spostamento è in direzione nord-ovest con una traslazione di 23 mm all'anno rispetto alla placca africana.